# Fleischbank
Pour l’article homonyme, voir Fleischbank (Karwendel).
Le Fleischbank est un sommet des Alpes, à 2 186 m d'altitude, dans le Kaisergebirge, et en particulier dans le chaînon du Wilder Kaiser, en Autriche (land du Tyrol).

## Ascensions
- 1886 - Première ascension par Ch. Schöllhorn, Th. Widauer.
- 1898 - Arête nord, haute de 600 mètres, conquise par Hans Pfann, K. Herr, W. Wunder.
- 1912 - Ascension de la face est par Hans Dülfer et Walter Schaarschmidt.
- 1925 - Face sud-est par Fritz Weissner et R. Rossi.
- 1944 - Dièdre sud-est par P. Moser et W. Weiss.
- 1957 - Directissime, par Worndl et Noichl.